# Leppen
Leppen is een verspaningstechniek. Het is een vorm van slijpen waarbij de korrels zich los tussen het gereedschap en het product in bevinden.
De korrels vormen samen met olie een leppasta, of met petroleum een lepvloeistof. Het product en het werkstuk glijden in onregelmatige bewegingen over elkaar heen, met de leppasta ertussen. Hierdoor schuren de korrels zowel over het product als over het gereedschap, zodat van beide materiaal wordt afgenomen. Leppen kan worden gebruikt voor in gaten, het gereedschap is dan kegelvormig. Tijdens het leppen worden de korrels versplinterd, waardoor steeds fijnere korrels ontstaan en op het product een zeer glad oppervlak ontstaat. Leppen wordt onder meer toegepast bij de fabricage van zuigerveren, koppelingsringen en onderdelen voor meetapparatuur.